# North East Fibreglass

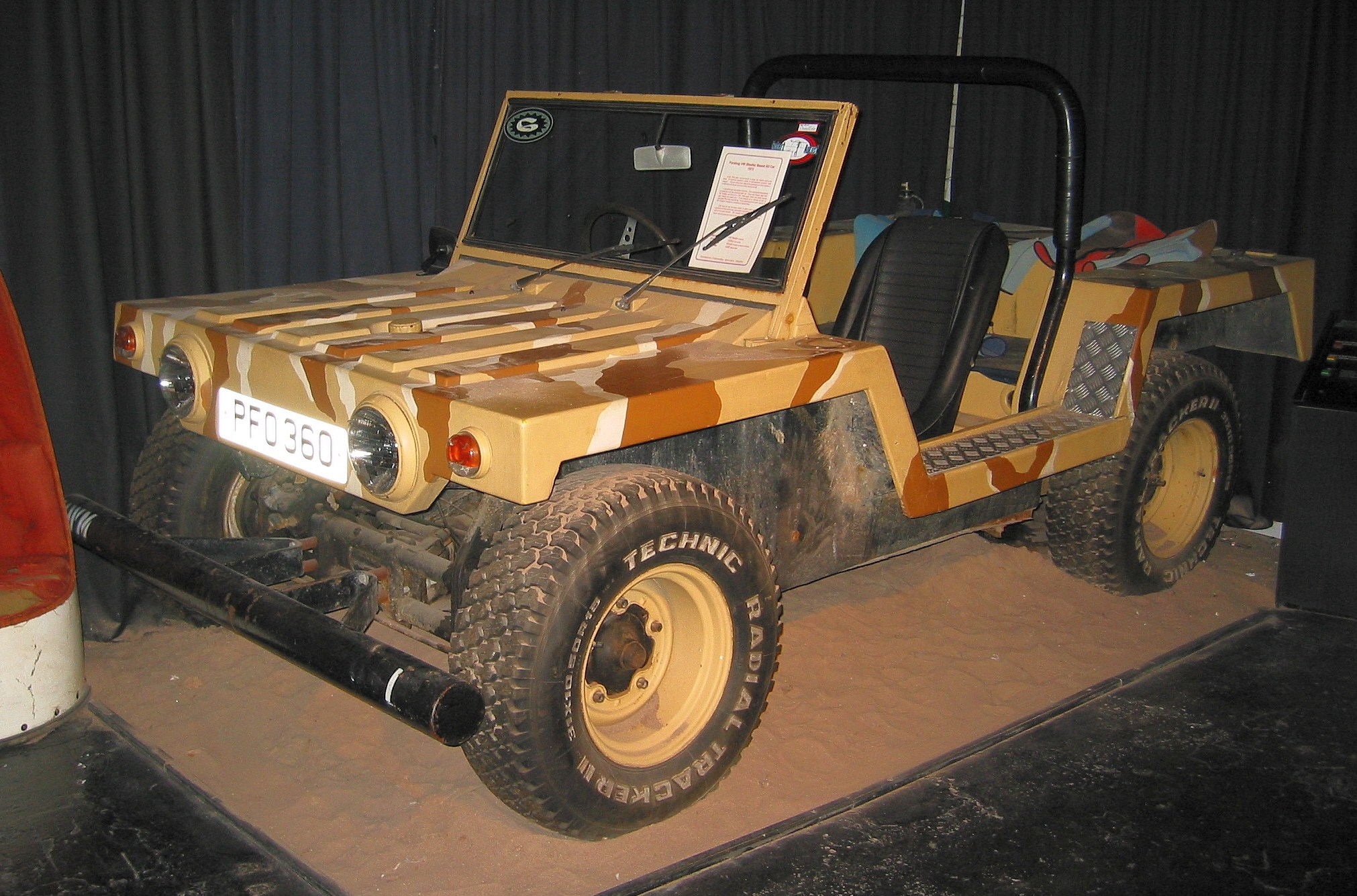
Parabug von 1972

North East Fibreglass Limited war ein britischer Hersteller von Automobilen.

## Unternehmensgeschichte
Das Unternehmen aus Tullos bei Aberdeen in Schottland stellte Boote her. 1971 begann die Produktion von Automobilen und Kits. Der Markenname lautete Parabug. 1978 endete die Produktion. Insgesamt entstanden etwa 19 Exemplare.

## Fahrzeuge
Im Angebot stand nur ein Modell. Es war ein VW-Buggy. Die Basis bildete das gekürzte Fahrgestell vom VW Käfer. Darauf wurde eine auffallend eckige Karosserie aus Fiberglas montiert, die Anderson Bonar Industrial Design aus Glasgow entworfen hatte. Die Windschutzscheibe war umlegbar.